# Drets del col·lectiu LGBT a Maurici

Aquest és un article sobre els drets LGBT a Maurici. Les persones lesbianes, gais, bisexuals i transsexuals a Maurici han d'afrontar reptes legals que no experimenten els residents no LGBT. Encara que les relacions homosexuals no es reconeixen a Maurici, les persones LGBT estan protegides de qualsevol tipus de discriminació, ja que la Constitució garanteix el dret dels individus a una vida privada.
Maurici és un dels 96 països que han signat la "declaració conjunta de les Nacions Unides sobre la fi dels actes de violència i violacions relacionades amb els drets humans basats en l'orientació sexual i la identitat de gènere" a les Nacions Unides, condemnant la violència i la discriminació contra persones LGBT.
A més, en els últims anys, hi ha hagut una acceptació creixent cap a les persones LGBT entre la població de Maurici, amb enquestes que indiquen que Maurici és un dels països que més afavoreix al col·lectiu LGBT d'Àfrica. No obstant això, les actituds conservadores sobre les persones LGBT encara són freqüents i, com a tal, les persones LGBT poden enfrontar-se a discriminació i assetjament escolar quan surten o accedeixen a l'assistència sanitària.

## Legalitat de l'activitat sexual entre persones del mateix sexe
Segons una traducció no oficial de la Secció 250 del Codi Penal de Maurici de 1838, "Qualsevol persona que sigui culpable del delicte de sodomia ... serà responsable de servitud penal per un termini no superior a 5 anys".
El 2007, la Comissió de Reforma de la Llei va recomanar la despenalització de la sodomia i la revocació de la Secció 250. L'ex fiscal general Rama Valayden va intentar aprovar un projecte de llei que despenalitzaria les relacions sexuals consensuades entre persones del mateix sexe, però la llei no fou aprovada. El 2015 una parella homosexual va ser detinguda per la sospita que practicaven sodomia. El 2017, el Govern va declarar que no anul·laria la Secció 250, sinó que va anunciar que abordaria el problema després d'una nova consideració.

## Reconeixement de les relacions homosexuals
Maurici no reconeix matrimoni homosexual ni la unió civil. La Comissió de Reforma de la Llei actualment està examinant un cas per a legalitzar el matrimoni entre persones del mateix sexe.

## Proteccions de discriminació
La Llei d'igualtat d'oportunitats de 2008 prohibeix la discriminació directa i indirecta en funció de l'orientació sexual en l'ocupació, l'educació, l'accés a béns i serveis i altres àmbits, definint-se "orientació sexual" com a "homosexualitat (inclòs lesbianisme), bisexualitat o heterosexualitat".

## Adopció i parentiu
Segons un informe de 2006, els pares adoptius poden ser solters o casats. Les persones LGBT no estan específicament desqualificades.
Segons un lloc web del govern de França, les persones solteres i casades poden optar per adoptar fills. El lloc web no diu si les persones LGBT estan desqualificades.
Les parelles lesbianes tenen accés a la FIV.

## Donació de sang
El 2014, el Ministeri de Sanitat va modificar la política de donació de sang per permetre que les persones LGBT donessin sang.

## Condicions de vida
Maurici es considera un dels països més permissius amb LGBT d'Àfrica, tot i que les persones LGBT segueixen enfrontant-se a discriminacions a causa de les actituds conservadores entre la població. La població LGBT encara s'enfronta a la discriminació, sobretot en hospitals públics i assetjament escolar en escoles.

### Política
Entre els defensors dels drets del col·lectiu LGBT hi ha els antics fiscals generals Rama Valayden i Ravi Yerigadoo, l'ex primer ministre Navin Ramgoolam, l'exlíder de l'oposició Paul Bérenger i el ministre de Serveis Civils i Reformes Administratives Alain Wong.
| «                                                                   | L'Oposició ja recolza fermament els drets dels homosexuals com a drets humans. | » |
| — Hon. Paul Bérenger, antic líder de l'oposició, 28 de juny de 2011 |                                                                                |   |

| «                                                                                              | Deixem-ho clar. Tothom és igual. Ningú té més drets que els altres i no hi hauria d'haver ciutadans de primera o segona categoria. Per tant, tots hauríem d'unir-nos i treballar plegats per garantir que no hi hagi cap discriminació contra ningú. El sexe, l'orientació sexual, el color, el credo, l'estatus social i fins i tot les mancances no han de ser un obstacle. | » |
| — Hon. Alain Wong, Ministre de Serveis Civils i Reformes Administratives, 20 de febrer de 2016 | |   |

### Organitzacions pels drets LGBT
A Maurici hi ha quatre organitzacions que impulsen els drets de la comunitat LGBT: Collectif Arc en Ciel, Young Queer Alliance, Association VISA G i Pils.
Fundada en 2005, Collectif Arc en Ciel és l'organització pionera i principal de la comunitat LGBT a Maurici. El grup va organitzar la primera manifestació de l'orgull gai a Maurici i ho ha estat fent durant els últims deu anys reunint més de 1.200 participants el 2016. L'organització lluita contra l'homofòbia i la discriminació basada en l'orientació sexual a través de nombroses campanyes i també dona suport la jove comunitat LGBT. En 2016 l'organització va traslladar la marxa des d'una petita ciutat suburbana cap a Port Louis, la capital. Grups islàmics radicals van disparar trets, i 30 agents de policia estaven presents a la marxa.
Fundada l'1 de setembre de 2014, Young Queer Alliance és una organització per a la comunitat jove-LGBT a Maurici. La Young Queer Alliance es compromet amb el suport, la defensa i la lluita contra l'homofòbia i la discriminació basada en l'orientació sexual.
Fundada en 1996, Pils és un centre per a persones amb VIH/SIDA al país, i també un lloc per a la prevenció i educació de persones que viuen amb VIH/SIDA.
Fundada en 2014, Moments.mu s'ha convertit en la primera agència de viatges a Maurici en dedicar els seus serveis a la comunitat LGBT.

## Opinió pública
Una enquesta de 2016 va descobrir que el 49% dels mauricians els agradaria o no els importaria tenir un veí LGBT.

## Taula resum
| Activitat sexual legal amb el mateix sexe                     | (fins a 5 anys de presó) |
| Mateixa edat de consentiment                                  | (des de 2008)            |
| Lleis antidiscriminació a la feina                            | (des de 2008)            |
| Lleis antidiscriminació en la prestació de béns i serveis     | (des de 2008)            |
| Matrimoni del mateix sexe                                     | (S'està considerant)     |
| Lleis antidiscriminació en el discurs de l'odi i la violència | No                       |
| Reconeixement de les parelles del mateix sexe                 | No                       |
| Adopció de fillastres per parelles del mateix sexe            | No                       |
| Adopció conjunta per parelles del mateix sexe                 | No                       |
| Prestació de servei militar per gais i lesbianes              | No hi ha exèrcit         |
| Dret legal a canviar de gènere                                | No                       |
| Accés a la fecundació in vitro per lesbianes                  | Yes                      |
| Subrogació comercial per a parelles d'homes homosexuals       | No                       |
| Permís per donar sang als MSMs                                | (Des de 2014)            |